# Championnat de Côte d'Ivoire de football 2004
Navigation
Saison précédente Saison suivante
La saison 2004 du Championnat de Côte d'Ivoire de football était la 46e édition de la première division ivoirienne. Le championnat abandonne la formule utilisée auparavant (2 poules de 8 puis une poule finale à 6) pour passer à un format plus proche des autres grands championnats. Il oppose les 14 meilleures équipes du pays, rassemblées au sein d'une poule unique où les clubs affrontent 2 fois tous leurs adversaires, à domicile et à l'extérieur.
C'est l'ASEC Abidjan, champion depuis 4 saisons, qui termine une nouvelle fois en tête et remporte son 20e titre de champion de Côte d'Ivoire. L'ASEC écrase littéralement le championnat puisque le club finit invaincu après un parcours presque parfait (21 victoires et seulement 5 nuls), et une défense de fer : 7 buts encaissés en 26 matchs.

## Les 14 clubs participants
| - ASEC Abidjan - Satellite FC - Stade d'Abidjan - Man FC - CO Bouaflé - CO Korhogo - Séwé Sports de San-Pédro - Promu de Division 2 | - Sabé Sports de Bouna - Denguelé Sports d'Odienné - Promu de Division 2 - ES Bingerville - Africa Sports - Stella Club d'Adjamé - Réveil Club de Daloa - Jeunesse Club d'Abidjan |

## Compétition
Le barème utilisé pour le classement est le suivant :
- Victoire : 3 points
- Match nul : 1 point
- Défaite, abandon ou forfait : 0 point

### Classement
| Rang | Équipe                      | Pts | J  | G  | N  | P  | Bp | Bc | Diff |
| ---- | --------------------------- | --- | -- | -- | -- | -- | -- | -- | ---- |
| 1    | ASEC Abidjan T              | 68  | 26 | 21 | 5  | 0  | 60 | 7  | +53  |
| 2    | Africa Sports -6            | 48  | 26 | 15 | 9  | 2  | 38 | 16 | +22  |
| 3    | Stella Club d'Adjamé        | 43  | 26 | 11 | 10 | 5  | 32 | 21 | +11  |
| 4    | Jeunesse Club d'Abidjan     | 35  | 26 | 8  | 11 | 7  | 34 | 25 | +9   |
| 5    | Sabé Sports de Bouna        | 35  | 26 | 8  | 11 | 7  | 21 | 18 | +3   |
| 6    | Stade d'Abidjan             | 34  | 26 | 8  | 10 | 8  | 25 | 28 | -3   |
| 7    | Réveil Club de Daloa        | 34  | 26 | 9  | 7  | 10 | 24 | 31 | -7   |
| 8    | CO Bouaflé C                | 31  | 26 | 7  | 10 | 9  | 24 | 26 | -2   |
| 9    | Satellite FC                | 31  | 26 | 9  | 4  | 13 | 22 | 42 | -20  |
| 10   | Denguelé Sports d'Odienné P | 30  | 26 | 6  | 12 | 8  | 24 | 27 | -3   |
| 11   | Séwé Sports de San-Pédro P  | 29  | 26 | 7  | 8  | 11 | 20 | 30 | -10  |
| 12   | ES Bingerville              | 27  | 26 | 6  | 9  | 11 | 21 | 37 | -16  |
| 13   | CO Korhogo                  | 21  | 26 | 5  | 6  | 15 | 22 | 42 | -20  |
| 14   | Man FC                      | 14  | 26 | 2  | 8  | 16 | 17 | 37 | -20  |

|  | Qualifié pour la Ligue des champions de la CAF 2005 |
|  | Qualifié pour la Coupe de la CAF 2005               |
|  | Relégation en Division 2                            |

- Africa Sports a reçu une pénalité de 6 points à la demande de la FIFA pour ne pas avoir réglé le salaire de leur entraîneur suisse, Christian Zermatten.

## Bilan de la saison
| Tableau d'Honneur                                                    |              |
| Compétition                                                          | Vainqueur    |
| Championnat de Côte d'Ivoire de football                             | ASEC Abidjan |
| Coupe de Côte d'Ivoire de football                                   | CO Bouaflé   |
| Supercoupe de Côte d'Ivoire de football Coupe Félix Houphouët-Boigny | ASEC Abidjan |

| Qualifications continentales 2005          |                                 |
| Compétition                                | Qualifié                        |
| Ligue des champions de la CAF 2005 2e tour | ASEC Abidjan Africa Sports      |
| Coupe de la CAF 2005                       | CO Bouaflé Stella Club d'Adjamé |

| Promotions et relégations |                                    |
| Relégués en 2e division   | CO Korhogo Man FC                  |
| Promus en 1re division    | Issia Wazi Sporting Club de Gagnoa |